# Инферно (Доктор Кто)
Инферно (англ. Inferno) — четвёртая и последняя серия седьмого сезона британского научно-фантастического телесериала «Доктор Кто», состоящая из семи эпизодов, которые были показаны в период с 9 мая по 20 июня 1970 года.

## Сюжет
Проект «Инферно»: так называют проект бурения земной коры для достижения месторождений газа Штальманна, с помощью которого, в теории, возможно будет получать дешёвую энергию в неограниченных количествах, под руководством раздражительного и не терпящего помех в работе профессора Штальманна. Сэр Кит Голд, директор проекта, обеспокоен этим и сообщает Петре Уильямс, ассистентке Штальманна, что для обеспечения безопасности он пригласил Грега Саттона, эксперта по бурению нефтяных скважин. Также за проектом наблюдает отряд ЮНИТ с Доктором, который использует энергию ядерного реактора проекта для экспериментов с консолью ТАРДИС, надеясь починить её и вырваться из ссылки.
Рабочий Гарри Слокум под воздействием зелёной слизи, сочащейся из трубы, превращается в человекообразное первобытное существо и убивает нескольких техников и солдата. Также субстанция обжигает руку Штальманна. Тем временем, работая с консолью, Доктор исчезает на глазах Бригадира и Лиз и попадает в параллельную вселенную. На этой Земле в Великобритании правит фашистская диктатура, а королевская семья казнена много лет назад. Проект «Инферно» здесь также в самом разгаре, но его прогресс на несколько часов впереди нашей реальности. Проект проводится в научно-трудовом лагере под началом директора Штальманна, двойника профессора Штальманна. Доктор, пойманный и допрашиваемый Британскими Силами Безопасности, встречает альтернативные версии своих друзей: Бригадного командира Летбридж-Стюарта, начальника охраны Элизабет Шоу и командира взвода Бентона. В этой вселенной сэр Кит Голд недавно погиб в автокатастрофе. Доктор пытается убедить двойников своих друзей, что он из другой вселенной, но они считают его шпионом, симулирующим безумие. Доктор сбегает из клетки и пытается остановить бурение, но его раскрывают.
Штальманн держит Доктора на прицеле, но происходит землетрясение, и большая часть персонала и отрядов БСБ убегают в ужасе из комплекса, а директор и большая часть учёных становятся Примордами. Доктор знает, что эта параллельная Земля обречена, и пытается убедить остальных помочь ему спасти Землю в его вселенной. Согласившись помочь ему, группа борется с ордами Примордов (в числе которых и Бентон) с помощью огнетушителей, так как создания любят тепло и уязвимы для низких температур. Петра и Саттон подают ток на консоль ТАРДИС, а в это время Бригадный командир угрожает пристрелить Доктора, если тот не возьмёт их всех с собой, но его убивает Лиз. Доктор возвращается в родную вселенную как раз перед тем, как поток лавы накрывает хижину.
Выйдя из комы, Доктор узнаёт, что Кит Голд выжил в аварии, в которой погиб другой он, «расклад поменялся» и Земле теперь не грозит уничтожение. Доктор пытается остановить проект, разбивая оборудование, но его сдерживают солдаты ЮНИТ. Штальманн мутирует в Приморда и атакует центр управления, но его убивают Доктор и Саттон с помощью огнетушителей. Петра останавливает бурение, и Кит Голд обещает засыпать её. Прежде чем ядерный реактор выключают, Доктор пытается починить консоль ТАРДИС, но при тесте попадает на помойку в нескольких сотнях метрах в стороне.

## Трансляции и отзывы
| Эпизод            | Дата показа  | Продолжительность | Телезрители (в миллионах) | Archive                     |
| ----------------- | ------------ | ----------------- | ------------------------- | --------------------------- |
| «Эпизод 1»        | 9 мая 1970   | 23:21             | 5,7                       | RSC converted (NTSC-to-PAL) |
| «Эпизод 2»        | 16 мая 1970  | 22:04             | 5,9                       | RSC converted (NTSC-to-PAL) |
| «Эпизод 3»        | 23 мая 1970  | 24:34             | 4,8                       | RSC converted (NTSC-to-PAL) |
| «Эпизод 4»        | 30 мая 1970  | 24:57             | 6                         | RSC converted (NTSC-to-PAL) |
| «Эпизод 5»        | 6 июня 1970  | 23:42             | 5,4                       | RSC converted (NTSC-to-PAL) |
| «Эпизод 6»        | 13 июня 1970 | 23:32             | 6,7                       | RSC converted (NTSC-to-PAL) |
| «Эпизод 7»        | 20 июня 1970 | 24:33             | 5,5                       | RSC converted (NTSC-to-PAL) |
| [ 1 ] [ 2 ] [ 3 ] |              |                   |                           |                             |